# Olga Ahtinen
Olga Adela Ahtinen, född 15 augusti 1997, är en finländsk fotbollsspelare som spelar för Tottenham Hotspur.

## Klubbkarriär
Ahtinens moderklubb är GBK. Därefter spelade hon för Kokkola Futis 10 och Pallokissat. Inför säsongen 2017 skrev Ahtinen på för PK-35 Vantaa. Hon spelade 16 matcher och gjorde tre mål för klubben.
I augusti 2017 värvades Ahtinen av danska Brøndby IF, där hon skrev på ett tvåårskontrakt.
I juli 2019 värvades Ahtinen av Limhamn Bunkeflo. Den 29 november 2019 värvades Ahtinen av Linköpings FC, där hon skrev på ett tvåårskontrakt. I november 2021 förlängde Ahtinen sitt kontrakt med två år.
I augusti 2023 värvades Ahtinen av engelska Tottenham Hotspur, där hon skrev på ett tvåårskontrakt.

## Landslagskarriär
Ahtinen debuterade för Finlands landslag den 18 januari 2017 i en landskamp mot Ryssland.